# Neolimnophila bergrothi
Neolimnophila bergrothi là một loài ruồi trong họ Limoniidae. Chúng phân bố ở miền Cổ bắc.